# Давид Радосављевић
Давид Радосављевић (Бања Лука, 26. јун 2004) српски је поп певач. Прославио се као дете учешћем у такмичењу Пинкове звездице.

## Дискографија

### Синглови[3]
- Ти и ја (2016)
- На твојој страни (2019)
- Дај ми знак (2019)
- Тишина/Београд (2019)
- 30.фебруар (2020) са Анђелом
- Натали (2020)
- Непознати број (2021)
- Диор (2021) са Дриом
- Стани (2022)
- Где си ти (2022)
- Проклета (2023) са Бојаном Радовановић[4]
- Килијан (2023) са Бојаном
- Нек причају (2023) са  Бојаном
- Но но но (2024) са  Бојаном (Песма за Евровизију ’24)
- Шесто чуло (2025) са  Бојаном (Песма за Евровизију ’25)